# Chiesa di San Secondo al Cimitero
La chiesa di San Secondo al Cimitero è situata nel comune di Cavagnolo, in provincia di Torino.

## Storia
La chiesa esisteva già prima del 1000 e, come testimoniano antichi documenti, era la parrocchiale del Comune. Nell'XI secolo era contesa tra lo stato del Marchesato del Monferrato, con la vicina capitale Chivasso, e la diocesi di Vercelli. La disputa si concluse nello stesso secolo con la vittoria di quest'ultima.
Il più antico documento che cita l'esistenza della Parrocchia risale al 1298, quando compare nell'estimo degli edifici religiosi della diocesi di Vercelli.
Nel 1474 però la chiesa passò sotto la diocesi di Casale Monferrato, diocesi di cui oggi fa ancora parte.
Nel 1803 la chiesa passò per un breve periodo sotto l'arcidiocesi di Torino, ma nel 1817 ritornò alla diocesi casalese.
Nel 1961, la parrocchiale venne spostata nella nuova chiesa dei Santi Eusebio e Secondo costruita nella località Pomaretto, ai piedi della collina cavagnolese.

### Cronologia degli eventi
- XI secolo: viene costruita la chiesa parrocchiale di San Secondo
- 1298: l'esistenza della chiesa viene confermata in un documento della diocesi di Vercelli
- 1474: la chiesa passa alla diocesi di Casale Monferrato
- 1637: consacrazione
- 1803: passaggio sotto l'arcidiocesi di Torino
- 1817: ritorno alla diocesi di Casale Monferrato
- 1961: con la costruzione della nuova parrocchiale, la chiesa viene abbandonata per un ventennio
- 1981-1984: la chiesa viene restaurata e aperta al pubblico religioso

L'attuale chiesa fu costruita su un'antica cappella, di cui oggi rimane solo più il campanile in stile romanico. La chiesa subì vari rimaneggiamenti e aggiustamenti: nel 1710 l'abside viene sostituita dal coro rettangolare mentre nel 1759 viene riconsacrata e abbellita da una nuova facciata, da un altare di marmo e da una cappella per il culto di San Giuseppe.
 Nel 1961 fu abbandonata per via della costruzione della nuova Parrocchiale, ma nel 1981-1984 fu restaurata e riaperta al pubblico.
L'area verde circostante , con belvedere, è stata intitolata a Casimiro Barello.

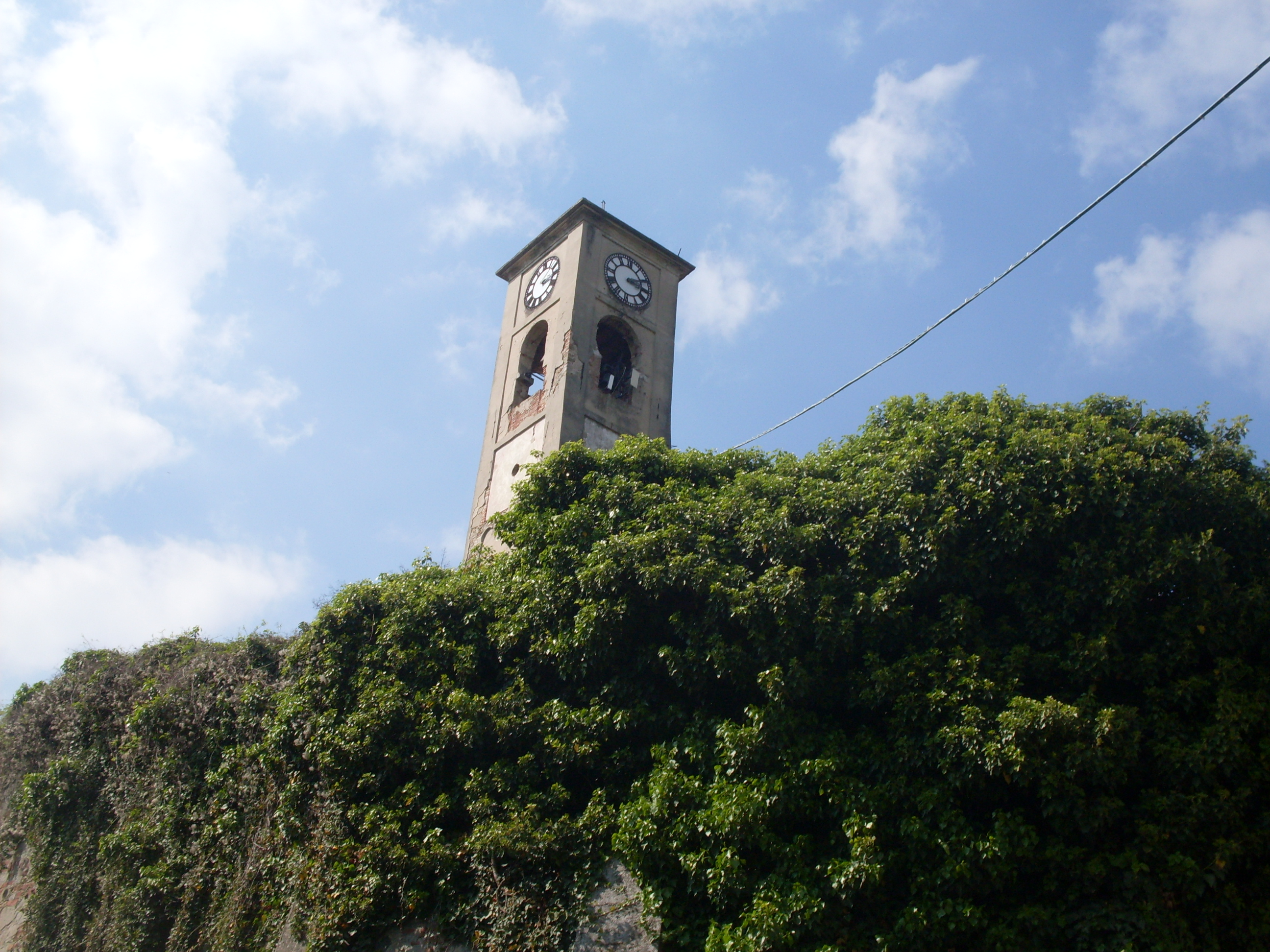
Il campanile della chiesa
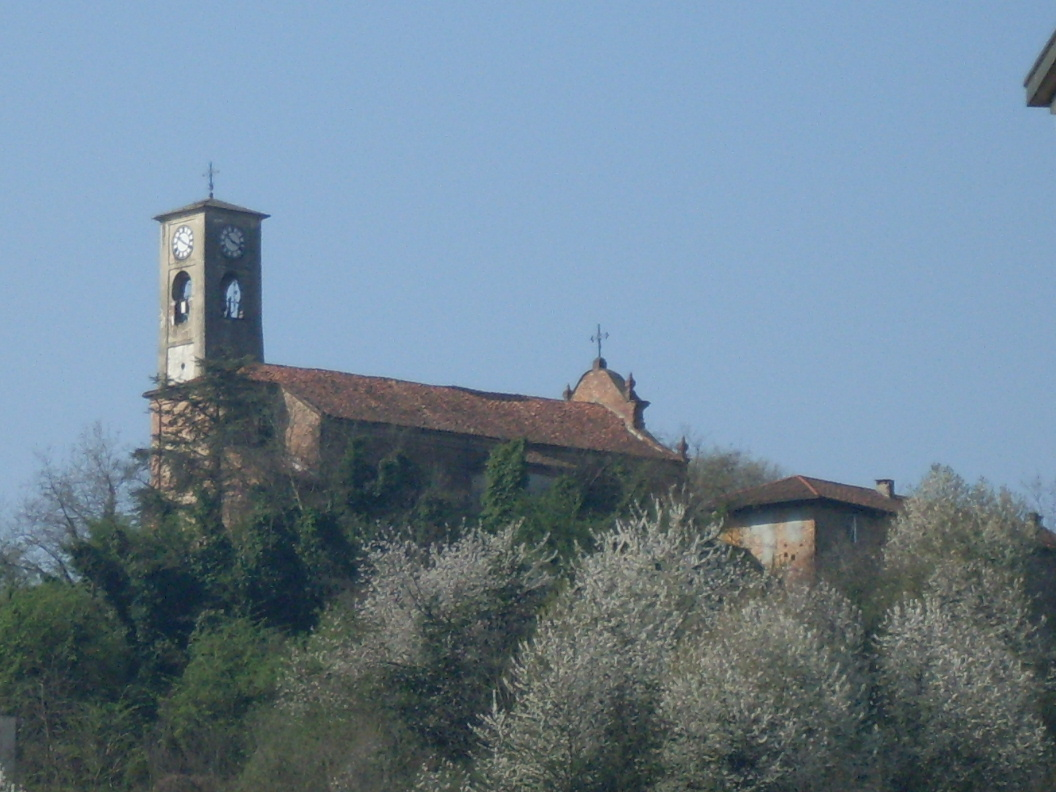
La chiesa vista da Pomaretto, frazione di Cavagnolo
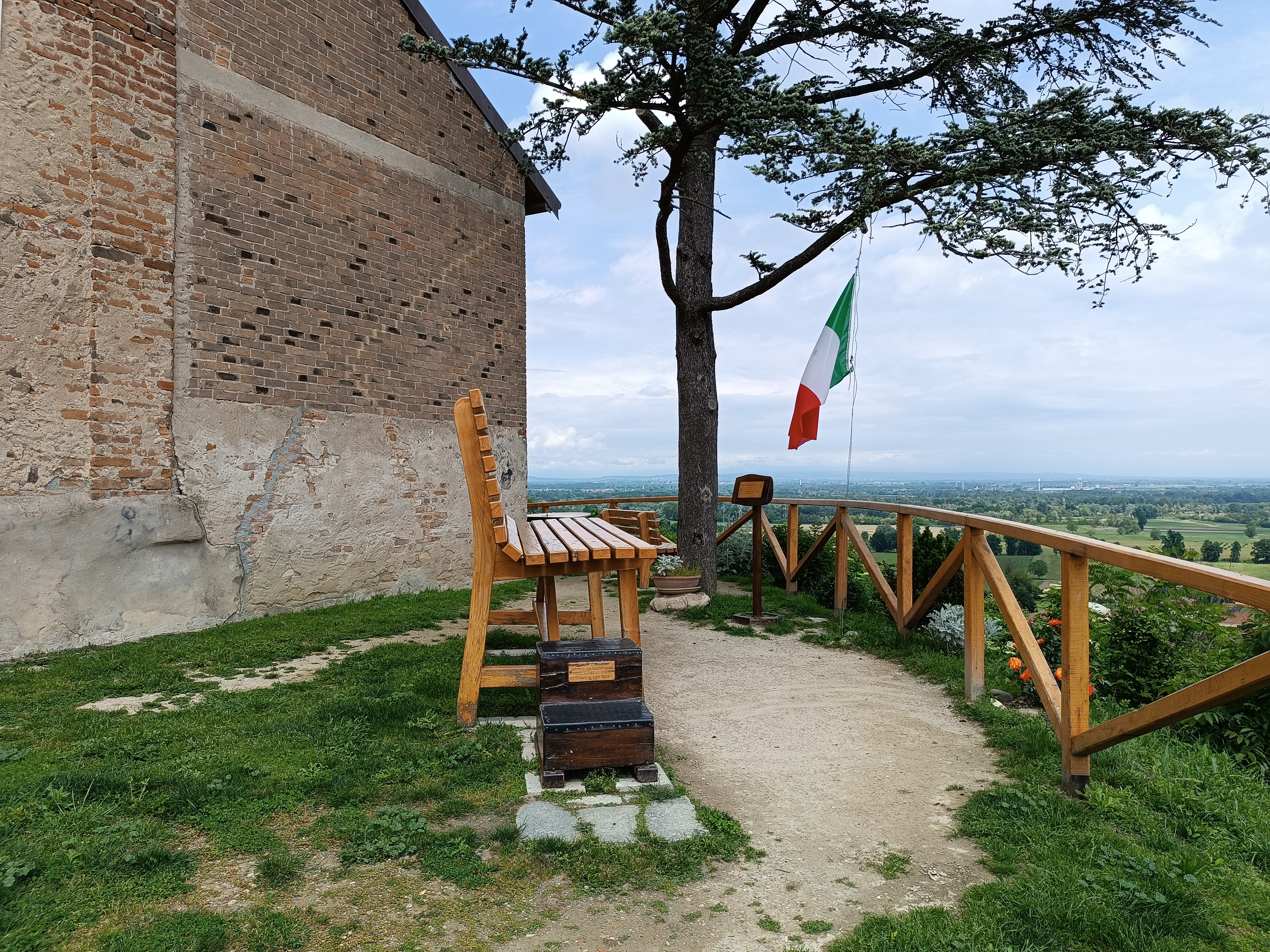
Il Belvedere Casimiro Barello